# 李輔国
李 輔国（り ほこく、長安4年（704年） - 宝応元年10月22日（762年11月12日））は、中国唐代の宦官。もとの名は静忠、後に護国と賜名され、更に輔国と改名している。粛宗の時代に専権をふるった。

## 略歴
元来は宦官である高力士の僕役として宮廷に入り、40歳以降になり閑厩を掌握、後に太子李亨に入侍した。安史の乱の際に玄宗が蜀に逃亡した際、李静忠は太子に随い馬嵬駅（現在の陝西省咸陽市興平市）へと逃れ、太子に対し楊国忠の殺害を進言し、唐朝の復興に尽力した。太子が霊武で即位する（粛宗）と、李静忠はその功績から元帥府行軍司馬に任じられ兵権を掌握、そして名も輔国と改めた。
安史の乱が終結し粛宗に随い長安に戻った李輔国は郕国公に封じられる。この時期李輔国は察事庁子を設置し、官人の活動を監視するようになった。まもなく玄宗が長安に戻り太上皇となったが、玄宗復位を恐れた李輔国は玄宗に対し西内太極宮に移ることを迫り、また玄宗が親信していた高力士らを免官にしている。
宝応元年（762年）、玄宗が崩御すると、粛宗もまた病床につくこととなる。この事態に張皇后は、太子の李豫（代宗）の殺害と越王李係の擁立を画策する。これに対し李輔国は、太子豫を即位させ、張皇后と李係を殺害する。このようにして権力基盤を不動にした李輔国は、その言動に傲慢さが表れ、これが代宗の不興を買い、禁軍の一部を掌握した程元振によるクーデターにより失脚、後に刺客により殺害されている。